# Ложенко, Пелагея Макаровна
Пелагея Макаровна Ложенко (род. 1904, с. Маканчи — 1988, с. Арашан, Аламединский район) — бригадир молочного племенного совхоза «Аламедин» Министерства совхозов СССР, Ворошиловский район Фрунзенской области, Герой Социалистического Труда (1948).

## Биография
Родилась в 1904 году в селе Маканчи Лепсинского уезда (ныне — Уржарский район, Восточно-Казахстанская область).
В 1942 году поступила на работу на племенной завод имени Стрельникова Аламудунского района Чуйской области Киргизской ССР, затем стала бригадиром. За успехи, достигнутые в производстве молока, было присвоено звание Героя Социалистического Труда указом Президиума Верховного Совета СССР от 27.03.1948.
Депутат Верховного Совета Киргизской ССР.
Награждена орденом Ленина.
Проживала в селе Арашан, где скончалась в 1988 году.